# Be with You (canción de Erasure)
Be with You es el trigésimosexto disco sencillo publicado del grupo inglés de música electrónica Erasure, publicado el 21 de noviembre de 2011.
Be with You es el segundo corte del álbum Tomorrow's World.

## Lista de temas
Disco Compacto (CDMUTE470)
1. Be With You - Radio Version (3.33)
2. Be With You - Moto Blanco Remix Radio Edit (3.30)
3. Never Let You Down [exclusive b-side] (3.30)
4. Be With You - Love Is Coming [Extended Remix by Gareth Jones] (6.56)
5. Be With You - Moto Blanco Club Mix (7.15)
6. Be With You - Starshapes Remix (4.56)
7. Be With You - Acoustic Version (3.24)

## Créditos
Be with You fue producida por Frankmusik mientras que Never Let You Down fue producida por Vince Clarke. Ambas canciones fueron compuestas por (Clarke/Bell).

### Datos técnicos
- Be with You

Mezclada por Robert Orton en Metropolis Studios. Mezcla adicional por Daniel Miller y Dave "Saxon" Greenep en Mute Studios.
- Be With You (Moto Blanco Remix Radio Edit) y Be With You (Moto Blanco Club Mix)

Remezcla adicional, producción y programación: Moto Blanco (D. Harrison). Teclados adicionales: John Cohen y Simon Langford
- Never Let You Down

Mezclada por Timothy 'Q' Wiles en The Institute of Gizmology.
- Be With You - Love Is Coming [Extended Remix by Gareth Jones]

Mezcla extendida y synth adicionales por Gareth Jones.
- Be With You - Starshapes Remix

Remezcla y producción adicional por Starshapes.
- Be With You - Acoustic Version

Voz: Andy Bell.

Instrumentos ejecutados y arreglados por Anne Carruthers, Tom Guy, Hannah Phillip y Ben Rogers.

Mezclado por T.Guy.

#### Arte
- Diseño: Tom Hingston Studio
- Esculturas: Kate Macdowell
- Fotografía: Dan Kvitka

## Datos adicionales
El tema Be with You durante la etapa previa a la grabación final tenía el nombre provisorio Major 7th y así fue grabado como demo. Esta grabación puede encontrarse el disco 2 de la edición de lujo del álbum Tomorrow's World.